# Imunodeficiência congênita
A imunodeficiência congênita (português brasileiro) ou imunodeficiência congénita (português europeu), também conhecida como imunodeficiência primária é uma imunodeficiência presente desde o nascimento. Algumas pessoas nascem com um sistema imunitário defeituoso. Defeitos ou ausências de uma série de genes hereditários podem resultar em imunodeficiências congênitas.  Por exemplo, indivíduos com uma certa característica recessiva podem não ter uma glândula do timo, e assim, não possuem imunidade mediada por células.  Um traço recessivo diferente causa números reduzidos de células B, afetando a imunidade humoral.